# Sphodromantis pupillata
Sphodromantis pupillata é uma espécie de louva-a-deus da família dos Mantidae.